# Comuna Șimian, Bihor
Șimian (în maghiară: Érsemjén) este o comună în județul Bihor, Crișana, România, formată din satele Șilindru, Șimian (reședința) și Voivozi.

## Demografie
Componența etnică a comunei Șimian
     Maghiari (79,38%)
     Români (11,24%)
     Romi (4,01%)
     Alte etnii (0,31%)
     Necunoscută (5,06%)
Componența confesională a comunei Șimian
     Reformați (33,47%)
     Romano-catolici (27,94%)
     Greco-catolici (16,27%)
     Ortodocși (12,18%)
     Baptiști (3,64%)
     Alte religii (1,33%)
     Necunoscută (5,17%)
Conform recensământului efectuat în 2021, populația comunei Șimian se ridică la 3.540 de locuitori, în scădere față de recensământul anterior din 2011, când fuseseră înregistrați 3.876 de locuitori. Majoritatea locuitorilor sunt maghiari (79,38%), cu minorități de români (11,24%) și romi (4,01%), iar pentru 5,06% nu se cunoaște apartenența etnică. Din punct de vedere confesional, cei mai mulți locuitori sunt reformați (33,47%), cu minorități de romano-catolici (27,94%), greco-catolici (16,27%), ortodocși (12,18%) și baptiști (3,64%), iar pentru 5,17% nu se cunoaște apartenența confesională.

## Politică și administrație
Comuna Șimian este administrată de un primar și un consiliu local compus din 13 consilieri. Primarul, Imre-Lóránt Borsi[*], de la Uniunea Democrată Maghiară din România, este în funcție din 1 noiembrie 2024. Începând cu alegerile locale din 2024, consiliul local are următoarea componență pe partide politice:
|  | Partid                                 | Consilieri | Componența Consiliului | Componența Consiliului | Componența Consiliului | Componența Consiliului | Componența Consiliului | Componența Consiliului | Componența Consiliului | Componența Consiliului | Componența Consiliului | Componența Consiliului | Componența Consiliului | Componența Consiliului |
|  | -------------------------------------- | ---------- | ---------------------- | ---------------------- | ---------------------- | ---------------------- | ---------------------- | ---------------------- | ---------------------- | ---------------------- | ---------------------- | ---------------------- | ---------------------- | ---------------------- |
|  | Uniunea Democrată Maghiară din România | 12         |                        |                        |                        |                        |                        |                        |                        |                        |                        |                        |                        |                        |
|  | Partidul Național Liberal              | 1          |                        |                        |                        |                        |                        |                        |                        |                        |                        |                        |                        |                        |

## Personalități născute aici
- Ferenc Kazinczy, filolog, părintele înnoirii limbii maghiare.
- Iosif Vigu (n. 1946), fotbalist.
- Kálmán Csiha (1929 - 2007), episcop reformat al Transilvaniei